# Armuña
Armuña is een gemeente in de Spaanse provincie Segovia in de regio Castilië en León met een oppervlakte van 45,84 km². Armuña telt 247 inwoners (1 januari 2016).

## Demografische ontwikkeling
Bron: INE, 1857-2011: volkstellingen
Opm.: In 1972 werd de gemeente Carbonero de Ahusín aangehecht